# Insalata caprese
Caprese ("salade in de stijl van Capri"), die in Nederland meestal Insalata Caprese wordt genoemd, is een gerecht uit de Napolitaanse Italiaanse keuken.
Caprese bestaat uit in plakken gesneden tomaat en mozzarella (soms in blokjes) en blaadjes basilicum. Ze wordt besprenkeld met olijfolie en verder op smaak gebracht met wat zout. Evenals de pizza Margherita heeft dit gerecht de kleuren van de Italiaanse vlag.
Caprese wordt in Italië bij voorkeur als een zogeheten 'primo' genuttigd, dus in de plaats van bijvoorbeeld een pasta, maar soms ook als een 'secondo': vlees en groente.
Daarbij moet men zich voorstellen dat bijvoorbeeld in Nederland de gebruikelijke aardappelen, vlees en groente, gescheiden zouden zijn in een bestanddeel aardappels (de primo, in Italië meestal een pasta), en een bestanddeel vlees en groente (de secondo). De primo wordt eerst genuttigd en vervolgens de secondo.
De primo is geen voorafje; dat is de antipasto, het voorgerecht.